# Immunodepressione
Per immunodepressione si intende lo stato di un paziente che si trovi ad avere ridotte difese immunitarie per cause diverse. Per esempio in corso di infezioni anergizzanti, malattie croniche o trattamenti chemioterapici antitumorali. 
Il sistema immunitario è preposto alla salvaguardia e tutela di un organismo vivente. Stati di alterazione indotti da varie cause, come abuso di droghe, esposizione ad ambienti nocivi, carenze alimentari o addirittura stati di sofferenza estremi, possono compromettere l'efficacia di tale sistema indebolendolo e generando lo stato immunodepresso.
Uno stato immunodepresso espone il soggetto al pericolo di contrarre varie malattie che se non prontamente curate possono condurre alla morte.